# Peter Anton von Verschaffelt
Pour les articles homonymes, voir Verschaffelt.
Peter Anton von Verschaffelt (né le 8 mai 1710 à Gand - mort le 5 juillet 1793 à Mannheim) est un sculpteur et un architecte flamand.

## Principales œuvres
Architecture
- Palais Bretzenheim (en) à Mannheim

Sculpture
- Autels baroques de l'église des Jésuites de Mannheim
- Statue en pied de Charles de Lorraine à Bruxelles
- Statue de l'archange saint Michel au sommet du château Saint-Ange à Rome
- Ornemaniste du Palais de Schwetzingen

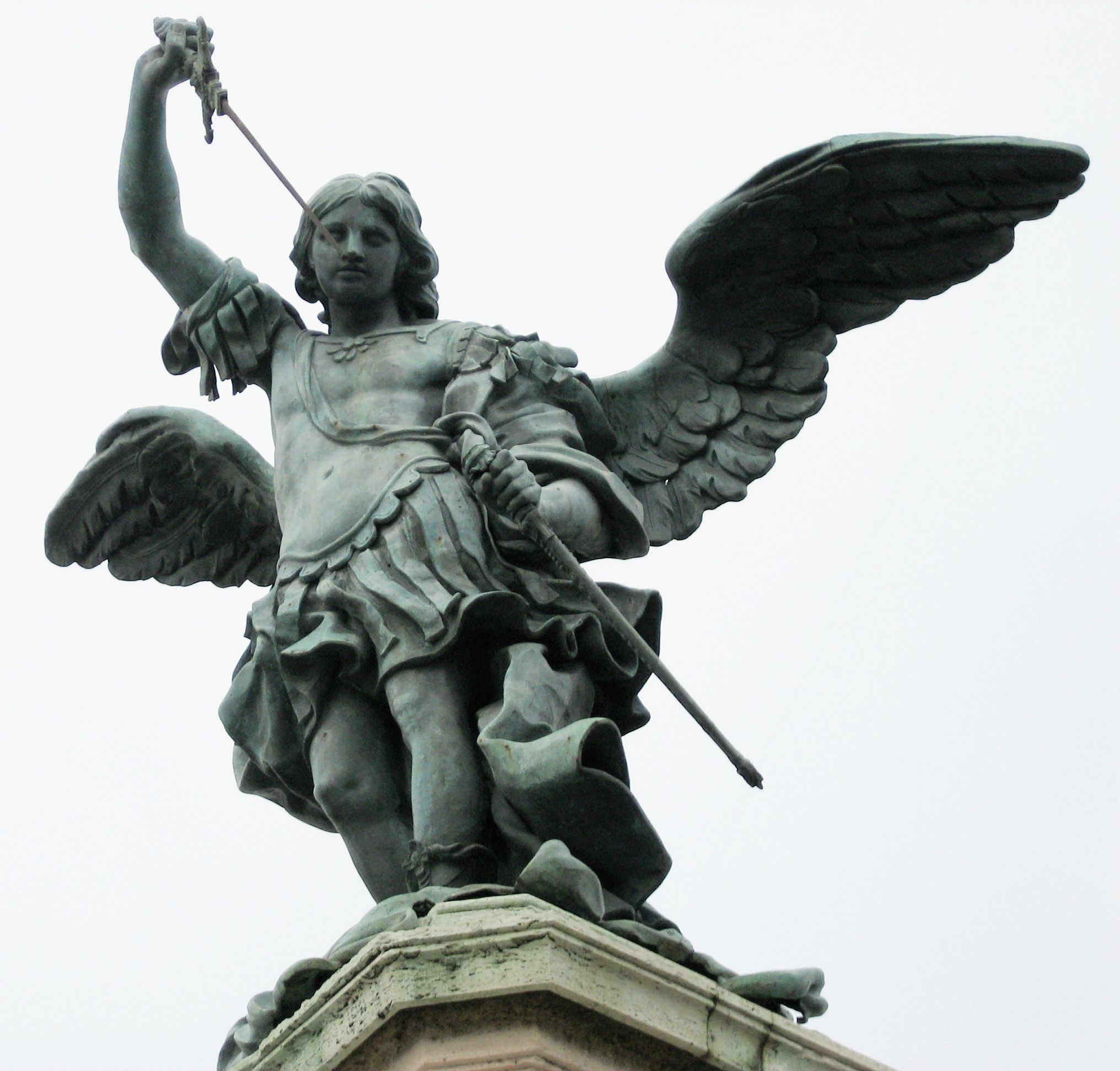
L'Ange de Peter Anton von Verschaffelt au château Saint-Ange de Rome.